# تونس ۶۳۶۲
سیارک ۶۳۶۲ (به انگلیسی: 6362 Tunis، نامگذاری:1979KO) شش هزار و سیصد و شصت و دومین سیارک کشف شده‌است که در ۱۹ مه ۱۹۷۹ کشف شد.
قدر مطلق سیارک برابر ۱۱٫۲۰ است.